# Rhynchosia pulchra
Rhynchosia pulchra är en ärtväxtart som först beskrevs av Wilhelm Vatke, och fick sitt nu gällande namn av Hermann August Theodor Harms. Rhynchosia pulchra ingår i släktet Rhynchosia och familjen ärtväxter. Inga underarter finns listade i Catalogue of Life.